# Peter Mitchell-Thomson
Peter Mitchell-Thomson (n. 28 mai 1913 - d. 7 februarie 1963) a fost un baron englez și pilot de curse auto.

1. 1 2  Patrick William Malcolm Mitchell-Thomson, 2nd Baron Selsdon, The Peerage
2. 1 2 3 4 5  The Peerage